# Nannolampas tenera
Nannolampas tenera is een zee-egel uit de familie Neolampadidae.
De wetenschappelijke naam van de soort werd in 1902 gepubliceerd door Johannes Cornelis Hendrik de Meijere.